# Mount Brooker
Mount Brooker ist ein 1880 m hoher Berg auf Südgeorgien. Er ragt am Kopfende des Webb-Gletschers auf und ist der letzte hohe Gipfel im südwestlichen Teil der Allardyce Range.
Eine deutsche Gruppe identifizierte den Berg im Rahmen des Ersten Internationalen Polarjahres (1882–1883) und gab ihm den Namen Pic bzw. Pikstock. Nach der Erstbesteigung am 30. Januar 1955 durch den Arzt Ian M. Brooker und den Geodäten Edgar Clive Webb im Rahmen der britischen Südgeorgienexpedition (1954–1955) wurde der Berg in Mount Brooker nach einem der beiden Erstbesteiger umbenannt.